# Cheatham County
Cheatham County är ett administrativt område i delstaten Tennessee, USA, med 39 105 invånare. Den administrativa huvudorten (county seat) är Ashland City. 

## Geografi
Enligt United States Census Bureau så har countyt en total area på 795 km². 784 km² av den arean är land och 12 km² är vatten. 

### Angränsande countyn
- Robertson County - nordost
- Davidson County - öst
- Williamson County - syd
- Dickson County - väst
- Montgomery County - nordväst